# یورش هوایی

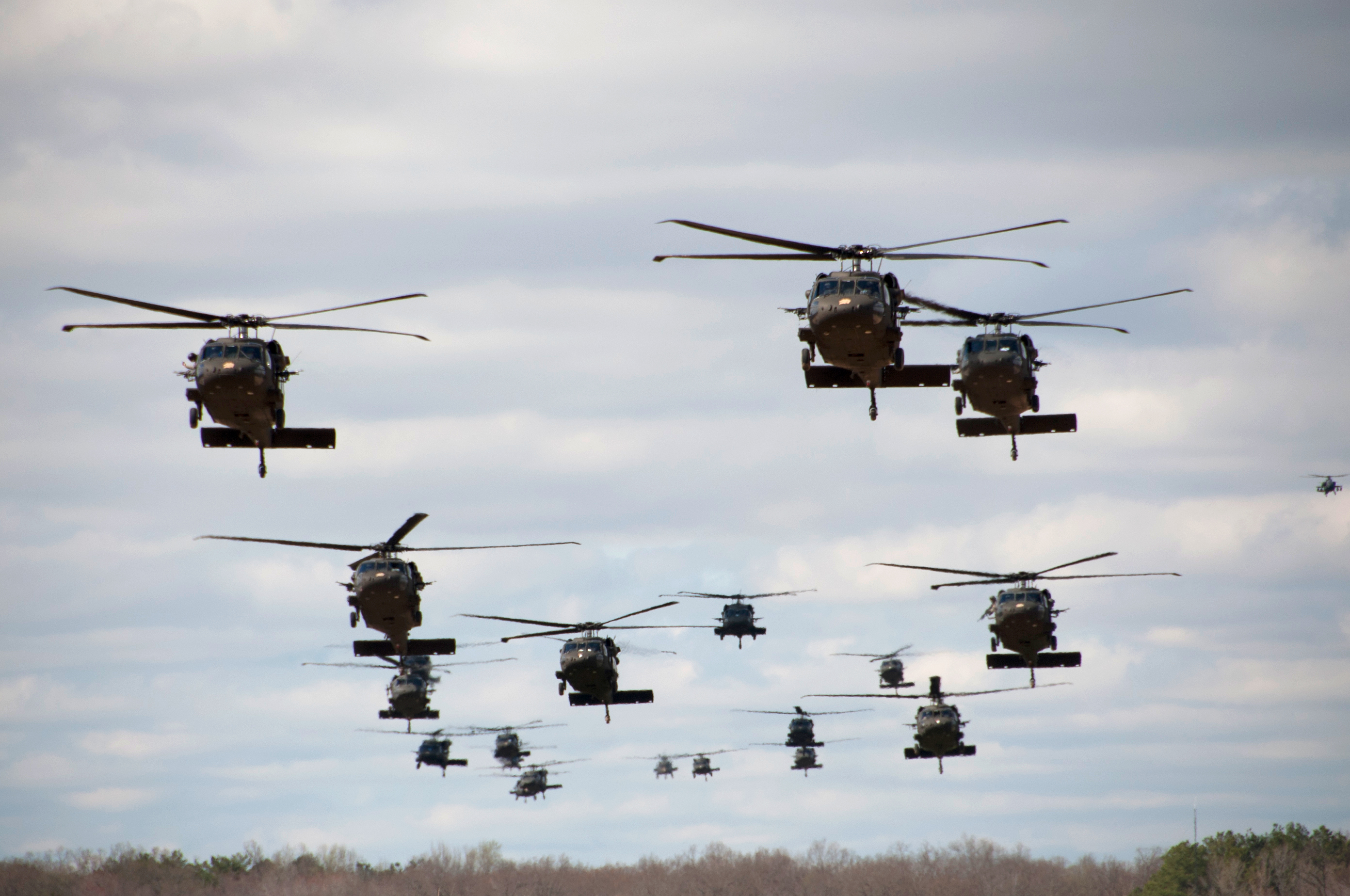
نمونه‌ای از عملیات هلی‌برن توسط هلیکوپترهای سیکورسکی یواچ-۶۰ بلک هاوک

یورش هوایی (انگلیسی: Air assault) عملیات حمله هوایی یا هلی‌برن از روش‌های عملیات متحرک هوایی توسط نیروهای زمینی است و به جابجایی و ترابری نیروهای رزمی از طریق هواگردهای عمودپرواز همچون بالگرد گفته می‌شود، که جهت پیاده کردن نیروها و تجهیزات رزمی در عمق خاک دشمن، با هدف تصرف و نگهداشت زمین‌هایی انجام می‌شود، که امکان درگیری مستقیم با نیروهای دشمن در آنجا وجود داشته باشد. هلی‌برن یکی از تاکتیک‌های آفندی و از اصول اولیه جنگ‌های نامتقارن می‌باشد و در این نوع عملیات نیروهای عمل‌کننده به پشتیبانی هوایی نزدیک که توسط هلیکوپترهای جنگنده یا هواگردهای بال‌ثابت صورت می‌گیرد وابسته می‌باشند. در عملیات‌های یورش هوایی علاوه بر آموزش‌های منظم پیاده‌نظام، نیروهای هوابرد نیز باید در زمینه جابجایی و حمل‌ونقل نیروهای رزمی، آموزش ببینند و تجهیزات مورد نیاز آنها اغلب برای این عملیات طراحی یا به صورت میدانی اصلاح می‌شود، تا امکان پشتیبانی بهتر، فراهم شود. یورش هوایی یا هلی‌برن نباید با حمله هوایی اشتباه شود.